# Utoqqarmiut
Utoqqarmiut [utɔqːɑmːiut] (nach alter Rechtschreibung Utorĸarmiut) ist eine wüst gefallene grönländische Siedlung im Distrikt Nuuk in der Kommuneqarfik Sermersooq.

## Lage
Utoqqarmiut befindet sich in einem zerklüfteten Gebiet am Nordufer des Ausgangs des Utoqqarmiut Kangerluarsunnguat (Buksefjord). Der nächste bewohnte Ort ist Nuuk 44 km nördlich. Bis nach Qeqertarsuatsiaat sind es 88 km nach Süden.

## Geschichte
Utoqqarmiut wurde vor 1886 besiedelt. Bis 1900 gehörte der Ort zur Herrnhuter Brüdergemeine. Ab 1911 war der Wohnplatz Teil der Narsaq.
1918 wurden 25 Einwohner gezählt, die in drei Häusern lebten. Unter den Bewohnern waren sechs Jäger, die vor allem von der Robbenjagd lebten. Es gab kein Schulgebäude und die Kinder wurden von einem der Jäger ohne Ausbildung in dessen Wohnhaus unterrichtet.
Zwischen 1930 und 1947 lebten 29 bis 43 Personen in Utoqqarmiut. Die Einwohnerzahl sank anschließend, bis Utoqqarmiut 1962 aufgegeben wurde.
Sechs Kilometer nordnordwestlich von Utoqqarmiut stürzte 1973 ein Hubschrauber ab, wobei fünfzehn Menschen ums Leben kamen.

## Söhne und Töchter
- Jaakuaraq Eugenius (1863–1934), Erzähler